# لبنان الحديث
لبنان الحديث هو تاريخ لبنان في العصور الحديثة.